# 맷 리콕

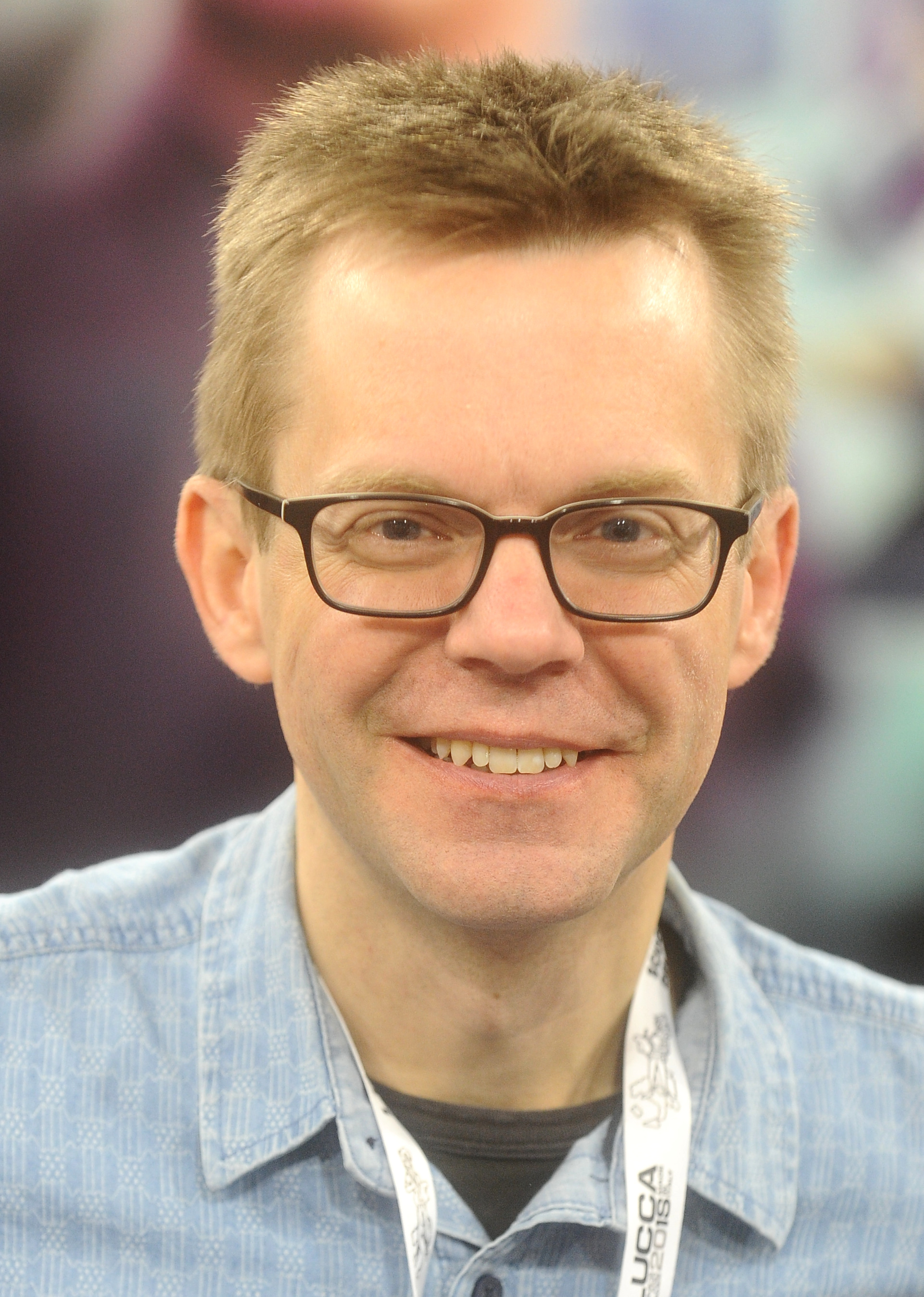
맷 리콕 (2018년 루카 코믹스 & 게임스)

맷 리콕(영어: Matt Leacock)은 미국의 보드 게임 디자이너이다. 대표 작품으로 팬데믹, 포비든 아일랜드 등이 있다.

## 경력
맷 리콕은 미네소타주 롱레이크에서 성장했으며 노던일리노이 대학교에서 시각 커뮤니케이션을 전공했다. 리콕은 2008년에 Z맨 게임스(Z-Man Games)에서 출시한 보드 게임인 팬데믹을 디자인했다. 리콕은 이전에 AOL과 야후!의 커뮤니티 및 커뮤니케이션 제품에서 소셜 미디어 개발자와 사용자 경험 디자이너로 근무했다.
리콕은 2014년 7월에 보드 게임 디자이너로 전환했다. 리콕이 롭 데이비오(Rob Daviau)와 공동 디자인한 보드 게임인 팬데믹은 여러 보드 게이머들과 보드게임긱의 보드 게임 랭킹을 통해 매우 높은 평가를 받았다.

## 디자인에 참여한 보드 게임
- 팬데믹
- 포비든 스카이
- 포비든 아일랜드
- 포비든 데저트